# Červeňovo
Červeňovo, česky také Čerleňovo (ukrajinsky Червеньово, maďarsky Cserlenő)  je část obce Zňačevo, ve vesnické komunitě Velyki Lučky, v okrese Mukačevo, v Zakarpatské oblasti Ukrajiny. V roce 2024 zde žilo 1951 obyvatel.

## Historie
Archeologické nálezy pocházejí ze 7. až  11. století.  První písemná zmínka o vsi pochází z roku 1533. 
V období mezi světovými válkami byla ves (pod názvem „Čerleňovo“) součástí první československé republiky. Na samém počátku 20. let 20. století byl ve vsi postaven dřevěný pravoslavný kostel. V Červeňově působil kněz Ivan Karbovanec, který v roce 1944 zachránil asi 200 sovětských dětí, které Němci vezli vlakem do Německa.